# Fikret
Fikret je moško osebno ime.

## Izvor imena
Ime Fikret je muslimansko in izhaja iz turškega imena Fikret, le tega pa razlagajo iz arabske besede fikrät v pomenu »misel; ideja; razmišljanje«  

## Različice imena
- moške različice imena: Fihret, Fikri, Fikrija
- ženske različice imena: Fikra, Fikreta, Fikrije

## Pogostost imena
Po podatkih Statističnega urada Republike Slovenije je bilo na dan 31. decembra 2007 v Sloveniji število moških oseb z imenom Fikret: 404.